# Vagányok – Öt sikkes sittes
A Vagányok — Öt sikkes sittes eredeti cím: Hustle egy 2004 és 2012 között futott angol krimi-drámasorozat Adrian Lester főszereplésével, melyet a BBC One és BBC sugárzott. Magyarországon körülbelül egy héttel a Cool TV adott legy "pilot" epizódot, majd az AXN mutatta be teljes sorozatot 2011. július 19-én.

## Szereposztás
| Szereplő                      | Színész          | Magyar hangja                                   |
| ----------------------------- | ---------------- | ----------------------------------------------- |
| Michael "Mickey Bricks" Stone | Adrian Lester    | Nagy Ervin                                      |
| Ashley Morgan                 | Robert Glenister | Kőszegi Ákos                                    |
| Albert Stroller               | Robert Vaughn    | Fülöp Zsigmond                                  |
| Danny Blue                    | Marc Warren      | Balázs Zoltán (1. hang) Fekete Zoltán (2. hang) |
| Stacie Monroe                 | Jaime Murray     | Gubás Gabi                                      |
| Eddie                         | Rob Jarvis       | Holl Nándor                                     |
| Sean Kennedy                  | Matt Di Angelo   | Kossuth Gábor                                   |
| Emma                          | Kelly Adams      | N/A                                             |
| Billy Bond                    | Ashley Walters   | N/A                                             |